# L'abominevole sposa
L'abominevole sposa (The Abominable Bride) è un episodio speciale della serie televisiva britannica Sherlock. L'episodio, che è ambientato per la prima volta nella serie nella Londra vittoriana, è stato mandato in onda nel Regno Unito su BBC One e BBC One HD il 1º gennaio 2016. Il titolo è basato sulla frase "Ricoletti, lo sciancato, e la sua abominevole moglie" dal racconto Il cerimoniale dei Musgrave, in riferimento a un caso già risolto e menzionato da Sherlock Holmes; contiene elementi tratti dal canone sherlockiano, tra cui Uno studio in rosso, Il segno dei quattro e L'ultima avventura.
L'episodio è stato distribuito anche in alcuni cinema in tutto il mondo, dove ha incassato in totale 38 400 603 $.

## Trama
L'episodio inizia con un flashback riassuntivo di tutti gli episodi. Si arriva poi a fine XIX secolo, periodo della seconda guerra anglo-afghana, dove il dottor John Watson racconta del suo servizio in Afghanistan, dal quale si è ritirato a causa di una grave ferita. Dopo il congedo, il medico dall'esercito va a Londra, dove è accolto da Stamford, suo compagno di studi alla Barts, che gli fa incontrare Sherlock Holmes, intento a battere cadaveri con un bastone per stabilire il principio di lividi dopo la morte, il quale invita Watson a condividere il suo nuovo appartamento a Baker Street; Watson accetta. Si arriva poi a natale del 1895, dove Watson e Holmes stanno girando su una carrozza a Londra, e il giornale The Strand sta promuovendo una nuova storia di Watson, "L'avventura del carbonchio azzurro". Arrivati a Baker Street vengono visitati dall'ispettore Lestrade, che si presenta a Holmes e Watson con un caso sconcertante: Emilia Ricoletti, una sposa impazzita, aveva sparato dal balcone ai passanti, per poi suicidarsi sparandosi in bocca. Più tardi il signor Ricoletti, mentre usciva da una fumeria d'oppio, era stato affrontato da Emilia, ancora vestita da sposa, che gli aveva sparato prima di scomparire nella nebbia. Incuriosito dalla sopravvivenza apparente di Emilia, Holmes accetta il caso. All'obitorio, uno scontroso dottor Hooper informa Holmes che la donna che si è uccisa, la donna che ha ucciso il signor Ricoletti e il corpo a portata di mano sono stati tutti identificati come Emilia Ricoletti. Ostacolato, Holmes perde interesse al caso. Quando però la sposa torna apparentemente per uccidere altri uomini, deduce che questi sono crimini eseguiti con lo stesso copione.
Mesi dopo, Mycroft Holmes affida un caso al fratello: il marito di Lady Carmichael, Sir Eustace Carmichael, ha ricevuto un avvertimento minaccioso, sotto forma di semi d'arancio, inviato a lui in una busta. Sir Eustace si dimostra poco collaborativo, descrivendo sua moglie come "isterica". Quella notte, Holmes e Watson sorvegliano casa Carmichael, riuscendo a intravedere la sposa fantasma, che però scompare proprio davanti ai loro occhi. Si sente poi il rumore di vetri infranti e l'urlo di Sir Eustace, seguito da quello di Lady Carmichael. Holmes trova Sir Eustace pugnalato a morte, apparentemente da Emilia, che spaventa Watson alle spalle e poi scappa attraverso la finestra rotta che il medico doveva sorvegliare. Poco dopo vengono raggiunti da Lestrade, che fa notare a Sherlock un biglietto attaccato al pugnale, non notato da Holmes solo perché non c'era quando ha trovato il corpo, dove si legge "Missed me?" (Vi sono mancato?) la stessa frase usata dal moderno Moriarty. Dopo aver insistito sul fatto che la soluzione del caso è così semplice che anche Lestrade potrebbe risolverlo, Holmes si mette a meditare per diversi giorni. Moriarty gli appare e lo schernisce sul fatto che Emilia è ancora in vita nonostante si sia sparata alla testa, alludendo alla somiglianza con il proprio suicidio nel XXI secolo.
Si torna al presente, dove Mycroft, John e Mary salgono a bordo del jet che trasporta Sherlock, trovandolo in un evidente stato di delirio sul caso irrisolto della Ricoletti. Il detective confessa a Mycroft, John e Mary di aver usato la droga per entrare in una simulazione del suo palazzo mentale, nel tentativo di risolvere il caso Ricoletti così da spiegare come Moriarty possa essere tornato. Ignorando gli avvertimenti di Mycroft e John, rientra ancora una volta nel suo palazzo mentale.
Holmes è poi risvegliato da Watson nel passato, apparentemente in delirio per la soluzione di cocaina in soluzione 7% che aveva assunto. Holmes riceve un telegramma da Mary Watson che dice di aver trovato co-cospiratori di Emilia in una chiesa sconsacrata. Scoprono e interrompono un gruppo segreto, un Movimento per i diritti delle donne, di cui fanno parte il dottor Hooper (che si credeva fosse un maschio) e Janine Donlevy. Holmes spiega che hanno usato una finta Emilia per simulare il suo suicidio, che con la complicità del gruppo ha fatto portare in obitorio il cadavere mentre Emilia la sera uccide il marito creando la sposa vendicatrice. In seguito si è fatta uccidere, e il primo cadavere è stato sostituito dal suo (che è quello che Holmes, Watson e Lestrade hanno visto all'obitorio). Da allora, le donne hanno usato il simulacro della sposa per uccidere i mariti che le maltrattavano. Da ciò Sherlock ipotizza che Lady Carmichael, essendo un membro della società, abbia in realtà ucciso il marito. A questo punto, si avvicina la sposa che non è, però, Lady Carmichael, ma Moriarty. Sherlock si risveglia nel presente, dove insiste nel disseppellire Emilia per dimostrare che il cadavere "doppio" è sepolto sotto la bara. Nel farlo, sente il cadavere di Emilia ripetutamente sussurrare "Non dimenticarmi". Il cadavere si muove per attaccarlo e Holmes si risveglia nel passato su una sporgenza vicino alle cascate di Reichenbach. Moriarty appare e dice a Holmes che è ancora bloccato nel suo palazzo mentale, e Holmes si rende conto che stava ancora sognando mentre disseppelliva il cadavere. I due lottano e Moriarty prende il sopravvento, ma appare Watson che tiene Moriarty sotto tiro e poi lo spinge giù dal precipizio. Chiede poi a Holmes come può svegliarsi nel presente, e Holmes decide di buttarsi, fiducioso che sopravviverà.
Sherlock si sveglia nel presente, sull'aereo. Mycroft chiede a John di prendersi cura di Sherlock, sperando che non userà di nuovo la droga; quando il dottore lascia il velivolo, Mycroft apre il suo taccuino, rivelando la parola "Barbarossa". Sherlock conclude che Moriarty è davvero morto, ma che aveva progettato eventi da scatenare anche dopo la sua morte. Tornando al passato, Holmes descrive un aereo e un telefono cellulare a uno scettico Watson, che osserva dalla finestra Baker Street che piano piano diventa moderna.

## Ispirazioni
Se il titolo è tratto da una frase de Il cerimoniale dei Musgrave, l'episodio contiene diversi elementi o riferimenti a racconti e romanzi del canone sherlockiano: L'ultima avventura, I cinque semi d'arancio, la soluzione di cocaina al 7 % de Il segno dei quattro, Uno studio in rosso, Il mastino dei Baskerville, L'interprete greco, L'enigma di Reigate, L'avventura del carbonchio azzurro e L'avventura del Cerchio Rosso.

## Riprese

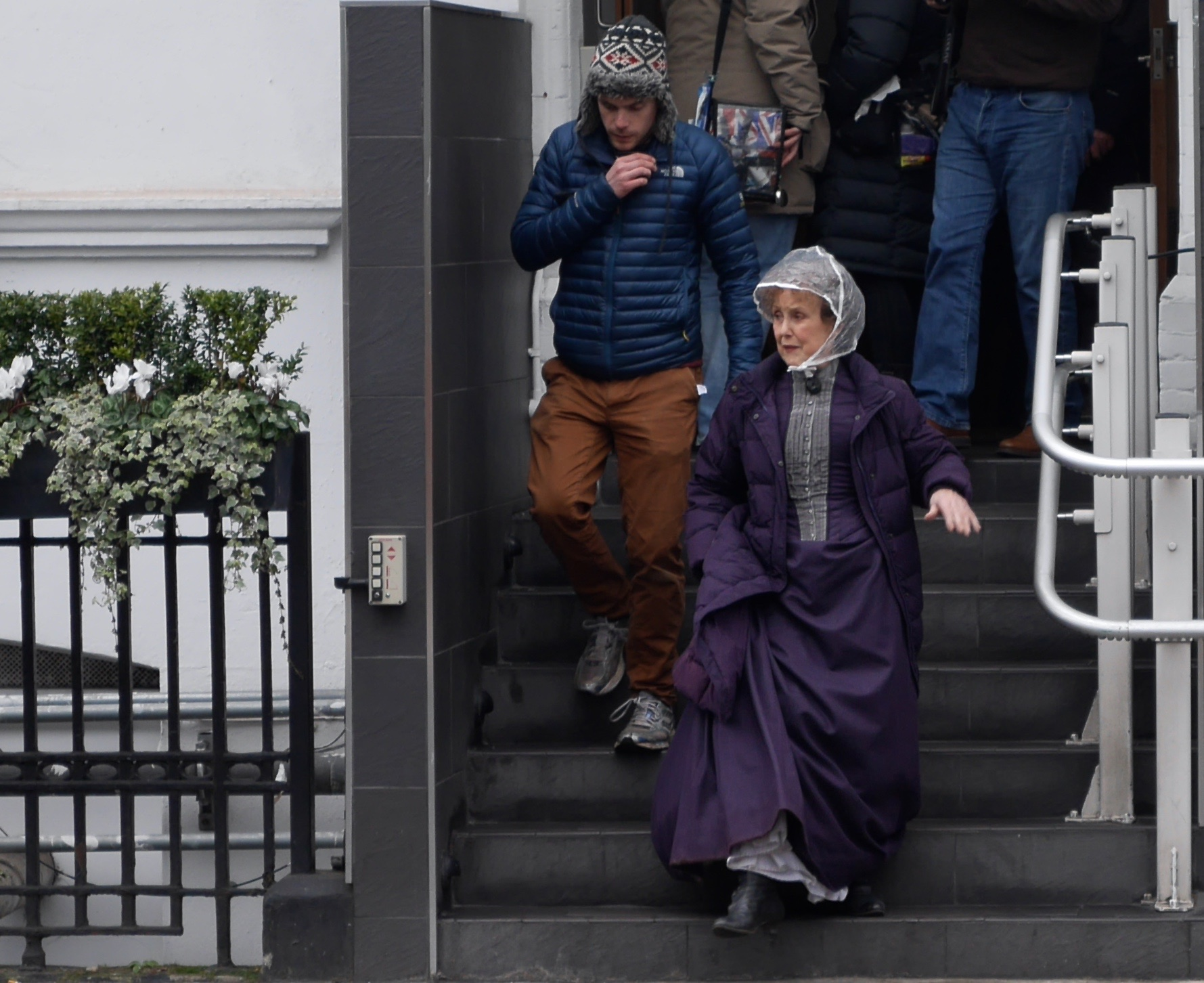
Una Stubbs fotografata con i costumi di scena di Mrs Hudson sul set dell'episodio nel febbraio 2015

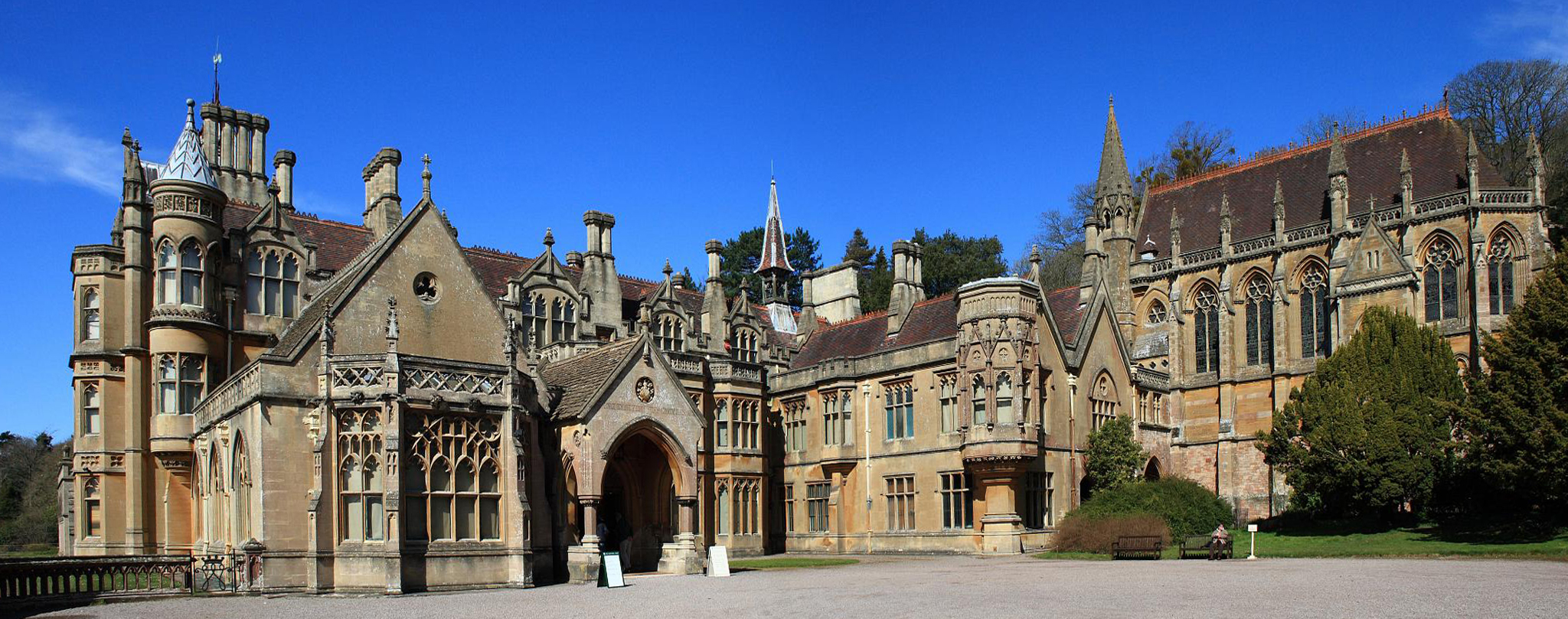
Veduta panoramica dell'entrata di Tyntesfield

Le riprese dell'episodio sono avvenute nella Tyntesfield House, vicino a Bristol. Alcune scene sono state girate nelle cantine di Colston Hall, nell'Arnos Vale Cemetery di Bristol e a Bath. Tyntesfield è stata usata principalmente come la dimora di Sir Eustace Carmichael, ma anche come la casa di Londra di John Watson.

## Trasmissione ed accoglienza
L'episodio è stato trasmesso nel Regno Unito alle ore 21 del 1º gennaio 2016 su BBC One e simultaneamente in 100 cinema in tutto il paese, avendo un buon successo, essendo stato visto da più di 8 milioni di spettatori il primo dell'anno. Dopo sette giorni, l'episodio era stato visto da 12 milioni di persone, diventando così il programma televisivo più visto della settimana nel Regno Unito.
Come in molti altri stati, come la Danimarca, l'Australia, la Finlandia e gli Stati Uniti, una versione estesa dell'episodio è stata distribuita in modo limitato nei cinema italiani da Nexo Digital il 12 ed il 13 gennaio 2016. L'episodio è anche distribuito in Giappone il 19 febbraio 2016, dove ha guadagnato 578 109 $ nel week-end d'apertura.
Nei cinema l'episodio ha avuto un buon successo, soprattutto in Corea del Sud e in Cina, dove ha guadagnato 5 milioni di dollari soltanto il primo giorno di distribuzione, il 4 gennaio. Ha raccolto più o meno la stessa cifra in Corea. Sul successo dell'episodio l'amministratrice di BBC Worldwide Sally de St. Croix ha dichiarato: "Dopo il buon ascolto su BBC One, l'episodio ha ora avuto un successo multimilionario al botteghino cinese e coreano - un risultato notevole per una serie televisiva britannica".
In Italia, nei due giorni di programmazione nei cinema, l'episodio ha incassato € 704.484 e accumulato 67.776 presenze, secondo soltanto al film Quo vado?. Grazie al suo successo, l'episodio è stato riproposto nei cinema italiani in un evento speciale il 10 febbraio, che gli ha fatto fruttare altri 38 568 € di incasso e 4.121 altre presenze. In televisione è stato trasmesso in prima visione assoluta su Paramount Channel in prima serata giovedì 29 settembre 2016.

## Premi e riconoscimenti
- Primetime Emmy Awards
  - 2016 - Migliore film per la televisione